# NGC 4400
NGC 4400 é uma região H II na direção da constelação de Canes Venatici. O objeto foi descoberto pelo astrônomo William Parsons em 1850, usando um telescópio refletor com abertura de 72 polegadas. 